# Setosphaeria minor
Setosphaeria minor är en svampart som beskrevs av Alcorn 1986. Setosphaeria minor ingår i släktet Setosphaeria och familjen Pleosporaceae.   Inga underarter finns listade i Catalogue of Life.